# Torquato Accetto
Torquato Accetto (Trani ? vers 1590/1598 – Naples ? 1640) est un obscur philosophe et écrivain italien dont le traité De la dissimulation honnête (Della dissimulazione onesta) (1641) a été redécouvert au XXe siècle par Benedetto Croce.

## Biographie
Probablement originaire de Trani, il a vécu à Andria et était lié au cercle du marquis Giovanni Battista Manso à Naples, biographe du Tasse et fondateur de l'Accademia degli Oziosi (Napoli)
Il a écrit quelques recueils de poésie et surtout un court traité intitulé De la dissimulation honnête (Della dissimulazione onesta) (1641), qui évoque la prudence nécessaire à toute politique et morale : Accetto s'y interroge sur le comportement à tenir en tant que courtisan avisé dans un contexte de soumission (en l’occurrence à la domination espagnole), et voit en la dissimulation l'unique moyen de défendre ses propres valeurs humanistes. Accetto l’oppose, assez spécieusement, à la simulation, moralement répréhensible parce qu'entachée de mauvaises intentions. L'auteur insiste par ailleurs sur les qualités de mesure et d'honnêteté nécessaires à la dissimulation.
Accetto vante l'efficacite strategique de la dissimulation qu'il considere comme une methode consistant a ne pas faire voir les choses telles qu'elles sont. II en fait un mode de vie et en montre toute la necessité soulignant tous les bienfaits qu elle procure aux hommes et affirmant son honnêteté, car en faisant bon usage de la dissimulation, il y a certes duperie, mais dans un but honnête.
Quasi ignoré de son temps, Accetto a été tiré de l'oubli, surtout par afféterie érudite, par le philosophe et historien Benedetto Croce relayé plus récemment par l'universitaire Salvatore Nigro.

## Publication

### Éditions originales
- (it) Rime di Torquato Accetto, Naples, Tarquinio Longo, 1621
- (it) Rime del signor Torquato Accetto, divise in amorose, lugubri, morali, sacre, et varie, Naples, Giacomo Gaffaro, 1638 (édition augmentée de l'ouvrage publié en 1621)
- (it) Della dissimulazione onesta, Naples, 1641

### Éditions modernes
- (it) Rime amorose : edizione critica a cura di S. Nigro, Turin, Einaudi, 1987
- (it) Della dissimulazione onesta : edizione critica a cura di S. Nigro  (presentation de Giorgio Manganelli), Gênes, Costa & Nolan, 1983; 
nouvelle édition : (it) Della dissimulazione onesta : edizione critica a cura di Salvatore S. Nigro, Turin, Einaudi, 1997 (lire en ligne)
- (it) Della dissimulazione onesta - Rime, Milan, BUR - Rizzoli, 2012.

### Traductions
- De l'honnête dissimulation, traduit par Mireille Blanc-Sanchez, Éditions Verdier, 1990
- De l'honnête dissimulation, traduit par Thierry Gillybœuf, Éditions de la Nerthe, 2015